# Émile Pierre Ratez
Émile Pierre Ratez (Besançon, 5 de novembre de 1851 - Lilla, 19 de maig de 1934) fou un compositor i director de cors francès.
Formà part de l'orquestra de l'Òpera Còmica de París i després fou cap de cors dels cèlebres concerts Colonne. Ensems era taquígraf de la Cambra de diputats fins que el 1891 passà a ocupar la direcció del Conservatori de Lilla.
Va escriure per al teatre: Ruse d'amour, òpera còmica estrenada a Besançon el 1886; Lydéric (1895); Le bateau ivre (1900); Le dragon vert, estrenat a Lilla el 1907, i a més, diverses obres per a instruments de corda, oboè i piano.